# Wright Flyer III
Wright Flyer III je treći motorni zrakoplov kojeg su izgradili braća Wright.
23. lipnja 1905. prvi je s Flyerom III letio Orville Wright. Nova struktura letjelice bila je od smreke dok je pogonska grupa bila ista kao i na Flyeru II. Zadržani su dizajn i osobine prethodnih letjelica.
Veće promjene u dizajnu Flyer III je doživio nakon teškog pada 14. srpnja 1905. Kormilo pravca i visine su skoro dva puta uvećana i dodatno udaljena od krila. Između kormila visine ugrađene su dvije okomite nepokretne aerodinamičke površine (eng. naziv "blinkers") a krila su u odnosu na bočnu os postavljena pod manjim kutom. Kormilo pravca dobiva zasebnu komandu i više nije povezano s kontrolama krilaca što je kasnije primjenjivano na svim novim zrakoplovima.
Rezultati su bili očiti već na prvim probnim letovima redizajniranog Flyera III koji su nastavljeni u rujnu 1905. Uzdužna nestabilnost koja je stvarala smetnje na Flyeru I i II dovedena je pod kontrolu, letovi s Flyer III prelazili su sada 20 minuta a avion je postao praktičan i pouzdan. Nakon predviđene rute leta svog je pilota doveo natrag na polazište i sigurno sletio, bez ikakvih oštećenja.
5. listopada 1905. Wilbur je letio 38,9 km u 39 minuta 23 sekundi,  što je iznosilo više od ukupnog trajanja svih letova zajedno od 1903. do 1904.
7. studenog 1905. Flyer je rastavljen da bi već 1908. bio rekonstruiran kao prototip novog Model-A zrakoplova. Braća Wright ponovo lete kod Kitty Hawka između 6. i 14. svibnja 1908. u svrhu testiranja novih komandi leta ali i mogućnost prijevoza putnika. 14. svibanja 1908. s Flyerom III Wilbur uzima na let mehaničara Charlesa Furnasa i leti prvi "putnički" let. Orville zatim leti s Furnasom četiri minute. Na kraju tog povijesnog dana Wilbur, leteći iznad dina Kitty Hawka povlači jednu od novih komandi u krivu stranu i udara u pješčanu dinu. Srećom oštećeno je samo kormilo dubine. Nakon ove nezgode Flyer III ostavljen je nepopravljen u hangaru pored Kitty Hawka. U 1911. Berkshire Museum u Pittsfieldu, Massachusetts uspjeva nabaviti dijelove rastavljenog zrakoplova ali ga nikada ne rekonstruira. Dijelovi ostaju u muzeju sve do 1946., kada Orville traži njihov povrat kako bi letjelicu rekonstruirao i izložio u daytonskom parku u Ohiju. Od 1947. i 1950. uspjelo se sakupiti i rekonstruirati između 60% i 85% originalnih dijelova letjelice iz 1905. godine. Zrakoplov je i danas izložen u zrakoplovnom centru braće Wright u Carillon Historical parku u Daytonu.